# Natasha Starr
Natasha Starr właśc. Magdalena Tyszka (ur. 10 października 1987 w Ostrowi Mazowieckiej) – polska aktorka pornograficzna, mieszkająca na stałe w Stanach Zjednoczonych. Jest siostrą Natalii Starr, także aktorki pornograficznej; obie są popularne w branży jako Siostry Starr.

## Życiorys

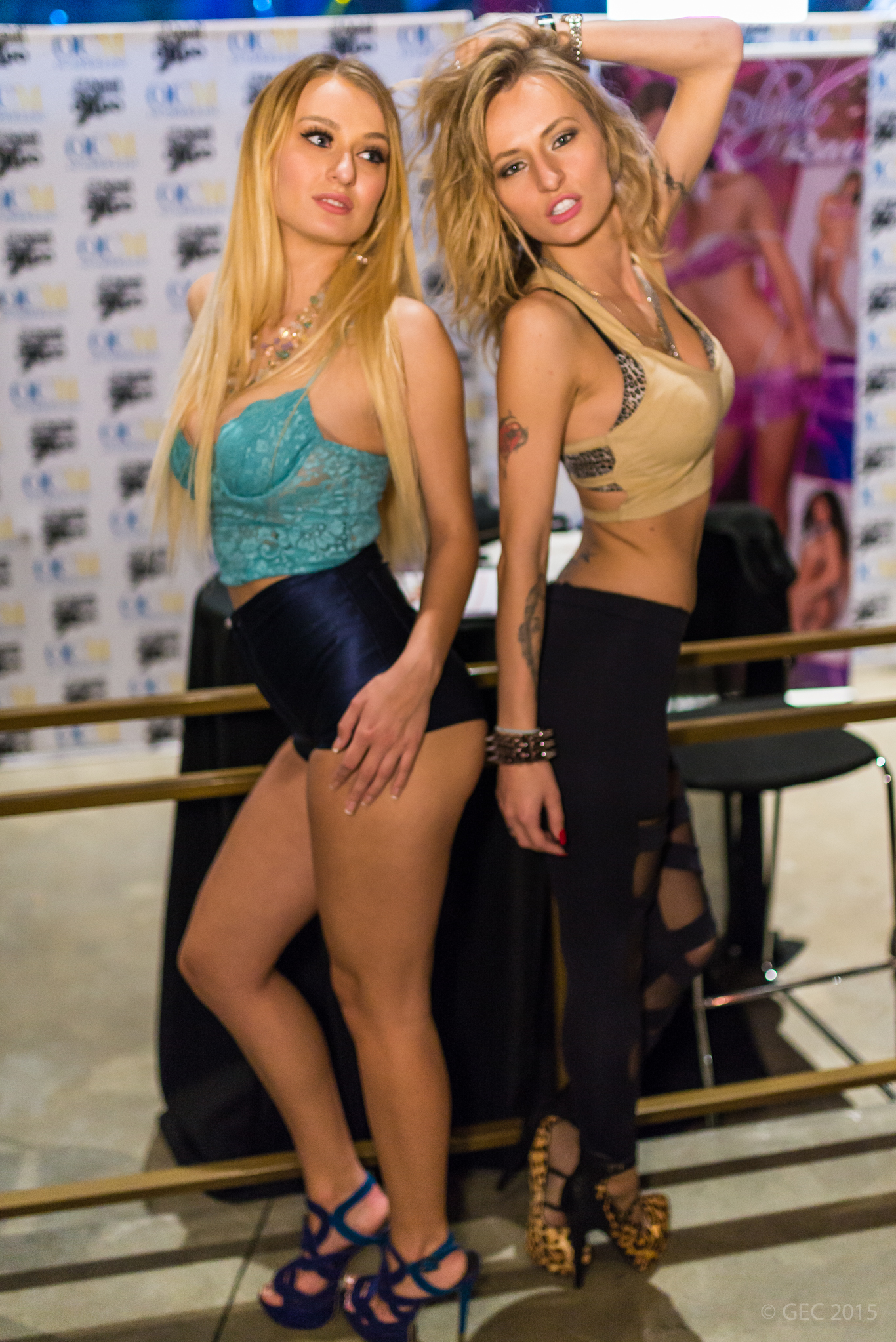
Siostry Starr na targach AVN w 2015 roku

### Wczesne lata
Urodziła się w Ostrowi Mazowieckiej, gdzie ukończyła Szkołę Podstawową Nr 1 im. Tadeusza Kościuszki i rozpoczęła naukę w pierwszej klasie gimnazjum. 
W 2000, w okresie Bożego Narodzenia, w wieku 13 lat wyemigrowała do Stanów Zjednoczonych, gdzie zamieszkała z rodzicami, dwiema siostrami i bratem w nowojorskich dzielnicach Williamsburg, Brooklyn i Queens.
Studiowała w szkole kosmetologii i przez dwa lata pracowała w salonie kosmetycznym.

### Kariera
W maju 2011, w wieku 23 lat zadebiutowała w branży pornograficznej. Na początku pracowała w wytwórniach zlokalizowanych w Nowym Jorku, lecz wraz ze wzrostem popularności zdecydowała się, wraz z siostrą przeprowadzić do Los Angeles, gdzie miała lepsze warunki do rozwoju kariery. 
Od samego początku Natasha pracowała u wiodących producentów w branży, takich jak Evil Angel, Mile High, Devil's Film, FM Concepts, Girlfriends Films, Brazzers, Reality Kings czy Naughty America. 
W 2013 siostry Starr zdobyły tytuł ulubienicy miesiąca miesięcznika „Penthouse” - Natalia w lipcu, a Natasha w sierpniu.
Była na okładce magazynów „Xtreme”, „Xcitement” i „Hustler”, a także udzielała wywiadów na kilku pokazach Sirius XM dla Vivid Radio, Shade 45, Faction, Sirius Out Q, Opie Radio, Sirius XM Sports Channel, The Anthony Cumia Show, TMZ, i ThisIs50.com.
Występowała jako tancerka w USA, reprezentowana przez Talent A List, a także w telewizyjnym serialu Synowie Anarchii (Sons of Anarchy). w parodii porno reality Dynastia kaczorów (Duck Dynasty) - OMG... It's the Duck Dynasty XXX Parody (2013) jako Missy.
Pracowała dla Kink.com w scenach sadomasochistycznych, takich jak uległość, głębokie gardło, rimming, fisting analny i pochwowy, pegging, kobiecej ejakulacji, gang bang, bukkake, plucie i bicie w tym Everything Butt 28829 (2013) z Krissy Lynn i Nikitą Bellucci, Foot Worship (2013) z Billym Hartem, Hardcore Gangbang 35009 (2014) z Billem Baileyem, Johnem Strongiem, Mr. Pete, Tommym Pistolem i Prince Yahshuą czy Dungeon Sex 37184 (2015) z Derrickem Pierce.
28 maja 2016 w Los Angeles wzięła udział w serii Casting X Pierre’a Woodmana.
W trakcie swojej kariery nominowana była do licznych nagród branżowych. W 2015 otrzymała Spank Bank Technical Awards w kategorii „Najlepsza hostessa dla nowożeńców” i była nominowana do AVN Award w kategorii „Nagroda fanów: Najgorętszy tyłek”.
W 2017 zdobyła nominację do XBIZ Award w kategorii „Najlepsza scena w realizacji parodii” w Hustler Video Donald (2016) jako Ivana Trump z Evanem Stone (w roli Trumpa) i Subil Arch (Melania Trump).

## Nagrody i nominacje
| Rok  | Nagroda                      | Kategoria                                       | Film              | Inni wykonawcy          | Rezultat  |
| ---- | ---------------------------- | ----------------------------------------------- | ----------------- | ----------------------- | --------- |
| 2013 | Nagroda magazynu „Penthouse” | Ulubienica miesiąca                             | -                 | -                       | Wygrana   |
| 2015 | AVN Award                    | Najgorętszy tyłek wg fanów                      | -                 | -                       | Nominacja |
| 2015 | Spank Bank Technical Award   | Najlepsza hostessa dla nowożeńców               | –                 | –                       | Wygrana   |
| 2017 | AVN Award                    | Najlepsze piersi wg fanów                       | -                 | -                       | Nominacja |
| 2017 | XBIZ Award                   | Najlepsza scena w parodii                       | The Donald (2016) | Subil Arch i Evan Stone | Nominacja |
| 2018 | AVN Award                    | Nagroda fanów: Najbardziej spektakularne piersi | -                 | -                       | Nominacja |